# Endrosa artericaeformis
Endrosa artericaeformis är en fjärilsart som beskrevs av Thomann 1951. Endrosa artericaeformis ingår i släktet Endrosa och familjen björnspinnare. Inga underarter finns listade i Catalogue of Life.